# Federação Andorrana de Hóquei no Gelo
A Federação Andorrana de Hóquei no Gelo (em catalão:  Federació Andorrana d'Esports de Gel) é o órgão que dirige e controla o hóquei no gelo de Andorra, comandando as competições nacionais e a Seleção de Andorra de Hóquei no Gelo. A sede deste órgão está localizada em Andorra-a-Velha.